# Богородицкое (Ельнинский район)
 Богородицкое — деревня в Смоленской области России, в Ельнинском районе. Расположена в юго-восточной части области в 12 км к северо-востоку от районного центра, на реке Усия. Население — 135 житель (2021 год). Административный центр Бобровичского сельского поселения.

## Достопримечательности
- Обелиск учителю-революционеру В. И. Иванову (1884—1918 гг.).